# Ферфілдський університет
Ферфілдський університет (англ. Fairfield University) — вищий навчальний заклад, приватний католицький університет, керований єзуїтами. Університет розташовується в місті Ферфілд, в штаті Коннектикут, США. Заснований в 1942 році.
Є однією з 28 установ-членів Асоціації єзуїтських коледжів і університетів США.

## Екологічна ситуація
У 2007 році університет відкрив у своєму кампусі комбіновану теплову електростанцію на базі турбіни на суму 9,5 мільйонів доларів потужністю 4,6 МВт; університет удостоєний нагороди Управління з охорони довкілля США (EPA) в 2010 році за екологічний проект CHP Award for the project.
У 2008 році президент університету фон Аркс підписав зобов’язання Президента Американського коледжу та університету щодо клімату, спрямованого на вирішення проблем глобального потепління шляхом залучення інституційних зобов'язань щодо нейтралізації викидів парникових газів та прискорення зусиль щодо зменшення кліматичних змін у галузі досліджень та освіти.
У 2011 році було завершено будівництво будівлі в сучасному стилі на суму 12,5 мільйонів доларів, 22 000 квадратних футів для священиків-єзуїтів Ферфілдського університету (тоді їх кількість складала 22 особи); будівля розташована поблизу центру кампусу і містить стійкі елементи. У серпні 2009 року установа стала першим університетом у США, який встановив апарати Tomra UNO (RVM), універсальну утилізаційну машину для переробки пластикових пляшок.

## Структура університету
- Коледж мистецтв і наук;
- Школа-бізнес Чарльза Долана;
- Технічна школа;
- Школа медсестер;
- Вища школа освіти та суміжні професії;
- Університетський коледж;

## Відомі випускники
- Донателла Арпая[en] — американська підприємиця, рестораторка;
- Кевін Нілон[en] — американський стендап-комік, актор кіно, телебачення і озвучування, сценарист;
- Ліз Вол — американська журналістка, телеведуча, кандидатка в Палату представників США на виборах 2020 року[11].